# Eugène Bron
Pour les articles homonymes, voir Bron (homonymie).
Eugène Bron, né le 4 août 1870 à Crissier et mort le 5 avril 1945 à Cully, est un architecte et un pompier suisse.

## Biographie
Eugène Bron naît le 4 août 1870 à Crissier, dans le canton de Vaud. Originaire de Lutry et Épesses, il est le fils d'Auguste Bron, notaire, et de Charlotte Louisa Vivian.
Il épouse Marie Louisa Cherpit.

### Carrière
Eugène Bron est l'architecte de la Ville de Lausanne de 1898 à 1906, puis l'architecte cantonal de 1906 à 1936, période durant laquelle il dirige la restauration ou la transformation de plusieurs édifices dont, entre 1918 et 1925, de nombreux bâtiments de la Cité historique dans le but d'homogénéiser le quartier et de lui redonner un aspect ancien et pittoresque. Il est responsable, toujours entre 1918 et 1925, de la restauration de la cathédrale de Lausanne. Il démolit entre autres certains éléments de la tour-lanterne créés par Eugène Viollet-le-Duc un demi-siècle plus tôt et dirige, notamment avec l'archéologue cantonal Albert Naef, diverses fouilles archéologiques.
Avec le professeur Maurice Arthus (alors directeur de l'Institut de physiologie), il établit les plans des bâtiments de l'Hôpital cantonal, à Lausanne, dont il dirige les chantiers entre 1913 et 1917. Entre 1927 et 1930, il dirige la construction du pénitencier de Bochuz, à Orbe.
En parallèle il commande le corps des pompiers de la Ville de Lausanne de 1907 à 1920, période durant laquelle il crée le poste de premiers-secours. Il préside en outre la Fédération vaudoise des sapeurs-pompiers de 1911 à 1917 et fait partie du comité de la Société suisse des sapeurs-pompiers.